# 阿部善次
阿部 善次（あべ ぜんじ、1916年（大正5年）8月18日 - 2007年（平成19年）4月6日）は、日本の海軍軍人。海兵64期。最終階級は、海軍では海軍少佐、空自では一等空佐。ペンネームは阿部善朗（あべ ぜんろう）。

## 経歴
1916年（大正5年）8月18日、山口県に生まれる。1933年（昭和8年）3月、山口中学校を卒業し、海軍兵学校に第64期生として入校。1937年（昭和12年）3月23日、海軍兵学校（64期）を卒業し、任海軍少尉候補生。1937年（昭和12年）11月、熊野に乗組。1938年（昭和13年）3月10日、海軍少尉に任官。同年3月28日、卯月に乗組。同年7月28日、第31期飛行学生を拝命。艦上爆撃機搭乗員として延長教育を受けるため、1939年（昭和14年）3月9日、大村航空隊付。同年6月1日、海軍中尉に進級。同年8月10日、佐伯航空隊付。1940年（昭和15年）11月1日、蒼龍艦上爆撃機隊の分隊士に着任。

### 第一段作戦
1941年（昭和16年）4月1日、赤城艦上爆撃機隊の分隊士に着任。真珠湾攻撃に向けた訓練を受ける。1941年（昭和16年）5月15日、海軍大尉に進級。1941年（昭和16年）8月20日、赤城艦上爆撃機隊の分隊長に着任。1941年（昭和16年）12月8日、太平洋戦争劈頭の真珠湾攻撃に参加。第一次攻撃隊（第二波攻撃、第2中隊第25小隊）としてアリゾナを攻撃し艦橋付近に着弾させている。後席に同乗した偵察員は、斎藤千秋飛曹長。
1942年（昭和17年）1月22日、ラバウル・ニューアイルランド島のカビエンに対する空襲に参加。1942年（昭和17年）4月5日、セイロン沖海戦に参加。赤城阿部隊、蒼龍江草隊でコーンウォールを、飛龍小林隊、赤城山田隊はドーセットシャーを撃沈し、4月9日にハーミーズ、ヴァンパイアの撃沈にも貢献している。
1942年（昭和17年）4月20日、佐伯航空隊分隊長。

### 第二段作戦
1942年（昭和17年）5月3日、隼鷹艦上爆撃機隊分隊長。1942年6月、隼鷹隊と龍驤隊でダッチハーバー空襲に参加。初日は天候不良で引き返したが、2日目は選抜隊で悪天候を突破しダッチハーバーを攻撃した。
1942年（昭和17年）7月25日、飛鷹艤装員。1942年（昭和17年）7月31日、飛鷹分隊長（飛行隊長兼子正）。10月、飛鷹隊の所属する第二航空戦隊はガダルカナル島ヘンダーソン基地攻撃に向かっていたが、20日夜、旗艦「飛鷹」で機関故障による火災が発生し飛鷹は南太平洋海戦に参加することなくトラック泊地に回航された。搭載機のうち零戦3機、九九艦爆1機、九七艦攻5機は隼鷹に移され、零戦16機、九九艦爆17機は10月23日にラバウル基地へ移され第二〇四空らと飛行場爆撃に従事したが目的は果たされなかった。
11月、第三次ソロモン海戦に参加。二〇四空零戦18機と飛鷹の九九艦爆9機で第62.4任務群を攻撃し艦爆5機が投弾し駆逐艦1隻、輸送船1隻撃沈(零戦3、艦爆4喪失)を報告している。米側記録では輸送艦ゼイリン(USS Zeilin, APA-3)に3発の至近弾を与えている。
| 中隊        | 小隊    | 操縦員           | 出身              | 偵察員           | 出身     |
| ----------- | ------- | ---------------- | ----------------- | ---------------- | -------- |
| 飛鷹 攻撃隊 | 第1小隊 | 阿部善次(大尉)   | 海兵64期 飛行31期 | 中島米吉(飛曹長) | 乙飛4期  |
| 飛鷹 攻撃隊 | 第1小隊 | 宮崎清市(上飛曹) |                   | 山口積(上飛曹)   |          |
| 飛鷹 攻撃隊 | 第1小隊 | 土屋孝美(一飛曹) | 操練48期          | 中竹悟(上飛曹)   | 甲飛4期  |
| 飛鷹 攻撃隊 | 第2小隊 | 染矢岩夫(上飛曹) |                   | 河合治郎(少尉)   | 乙飛2期  |
| 飛鷹 攻撃隊 | 第2小隊 | 瀬尾鉄夫(上飛曹) | 甲飛2期           | 水谷廣恵(一飛曹) | 偵練41期 |
| 飛鷹 攻撃隊 | 第2小隊 | 鴨川正武(二飛曹) | 乙飛10期          | 小林勘(一飛曹)   |          |
| 飛鷹 攻撃隊 | 第3小隊 | 中川静夫(飛曹長) | 乙飛5期           | 大西春雄(上飛曹) | 甲飛3期  |
| 飛鷹 攻撃隊 | 第3小隊 | 甲田末廣(二飛曹) | 乙飛10期          | 瀬市軍三(飛曹)   | 偵練52期 |

1942年（昭和17年）11月15日、筑波航空隊分隊長兼教官。1943年（昭和18年）5月5日、筑波航空隊飛行隊長兼教官。1943年（昭和18年）11月8日、百里原航空隊飛行隊長兼教官。

### マリアナ方面
1944年（昭和19年）3月10日、第652航空隊飛行隊長。1944年（昭和19年）6月19日、マリアナ沖海戦に参加。
この戦闘で日本はアウトレンジ戦法を実施し、「マリアナの七面鳥撃ち」と言われる敗北になった。阿部はこの戦法に対し、航続距離の差からアウトレンジを行うことは可能だが、航法誤差が大きくなるので搭乗員の技量が必須であり、「お前らは火の中に飛んで行け、俺は川の向こう側にいるぞ」というのと同じで攻撃隊の士気が高まらないと語っている。また、攻撃隊搭乗員にのみ過重な負担を強いることになった。刺し違える覚悟で200マイルに肉薄して攻撃隊を放つべきだった。そうすれば七面鳥でももっと多く敵空母を攻撃しえたはず、たとえ負けても帝国海軍の武勇を示し、多少なりとも死に花を咲かせえたと思うとも語っている。
阿部の率いた第六次攻撃隊（第二航空戦隊第二次攻撃隊第二波)15機（彗星9機・零戦6機）は、「与えられた四個中隊の内、レベルの上の搭乗員を集めた記憶があります」と教育終了後1年以上で練度充分とみなされていた飛行37期、甲飛8期、乙飛14期、丙飛11期、特丙飛10期までの比較的練度の高い搭乗員で新鋭機の彗星を使用したが、戦果を挙げることはできなかった。
| 中隊          | 小隊    | 操縦員              | 出身              | 偵察員             | 出身              |
| ------------- | ------- | ------------------- | ----------------- | ------------------ | ----------------- |
| 彗星 第一中隊 | 第1小隊 | 阿部善次(大尉)      | 海兵64期 飛行31期 | 中島米吉(少尉)     | 乙飛4期           |
| 彗星 第一中隊 | 第1小隊 | 小瀬本國雄(上飛曹)  | 操練53期          | 坂田清一(上飛曹)   | 乙飛9期           |
| 彗星 第一中隊 | 第1小隊 | 本山政幸(上飛曹)    | 乙飛12期          | 湯浅豊(上飛曹)     | 乙飛12期          |
| 彗星 第一中隊 | 第2小隊 | 久我純一(大尉)      | 海兵69期 飛行39期 | 井口恒雄(飛曹長)   | 甲飛3期           |
| 彗星 第一中隊 | 第2小隊 | 田中五郎(上飛曹)    | 操練54期          | 福田又次郎(上飛曹) | 乙飛13期          |
| 彗星 第一中隊 | 第3小隊 | 吉元実秀(上飛曹)    | 操練47期          | 岩井滉三(大尉)     | 海兵70期 飛行38期 |
| 彗星 第一中隊 | 第3小隊 | 宮本静雄(上飛曹)    | 甲飛7期           | 小笠原睦夫(上飛曹) | 乙飛14期          |
| 彗星 第一中隊 | 第4小隊 | 谷博(少尉)          | 乙飛3期           | 阿部十三男(飛曹長) | 甲飛4期           |
| 彗星 第一中隊 | 第4小隊 | 駒沢孟(二飛曹)      | 丙飛8期           | 松田交保(上飛曹)   | 甲飛8期           |
| 零戦 第一中隊 | 第1小隊 | 高沢謙吉(大尉)      | 海兵69期 飛行37期 | -                  | -                 |
| 零戦 第一中隊 | 第1小隊 | 真鍋重信(上飛曹)    | 丙飛7期           | -                  | -                 |
| 零戦 第一中隊 | 第1小隊 | 栗山一平(一飛曹)    | 乙飛15期          | -                  | -                 |
| 零戦 第一中隊 | 第1小隊 | 森萬吉 (飛長)       | 特丙飛11期        | -                  | -                 |
| 零戦 第一中隊 | 第2小隊 | 安井孝三郎 (飛曹長) | 操練40期          | -                  | -                 |
| 零戦 第一中隊 | 第2小隊 | 渡辺有明 (上飛曹)   | 甲飛9期           | -                  | -                 |

二航戦（乙部隊）の攻撃隊は3回に分けられた。まず9時00分に石見丈二少佐率いる第三次攻撃隊（二航戦第一次攻撃隊)。米国空母群「七イ」へ向けて49機（零戦17機、戦爆零戦25機、天山7機）が出撃したが、零戦4機（龍鳳）、戦爆零戦16機（飛鷹9機、龍鳳7機）が本隊と合流できずに分離行動。9時30分に目標が「三リ」へ変更されるが本隊のみ受信し龍鳳隊は「七イ」へ向かう。11時35分カリフォルニア級戦艦を確認するも11時45分予想地点に到達した時には敵を見失い12時00分頃F6Fの奇襲を受け帰還。11時50分頃に龍鳳隊も帰還。
10時15分に宮内安則大尉率いる第四次攻撃隊（二航戦第二次攻撃隊第一波)。米国空母群「十五リ」へ向けて第一波50機（九九艦爆27機、零戦20機、天山3機）が先行し出撃。
10時30分に阿部の率いる第六次攻撃隊（第二航空戦隊第二次攻撃隊第二波)も「十五リ」へ向けて出撃した。戦史叢書によると第一波と第二派は予想地点で空中合流を企図していたとあるが、予想地点「十五リ」到達時刻は第一波が13時14分、第二波が12時40分と一致しない。しかし間もなく彗星2機・零戦1機が故障で引き返し、350海里の長距離飛行と索敵中に彗星1機・零戦3機が行方不明となり予想地点「十五リ」到達時には彗星6機・零戦2機の8機まで減少していたが米国空母群を発見できなかった。事前索敵では米国空母群は「七イ」、「三リ」、「十五リ」の三群と思われていたが、地磁気補正ミスが原因で発見位置を誤認しており実際は「7イ」が重複して報告されていたとされる。
グアム基地帰還中の13時40分に第58.2任務群と遭遇。8機はワスプとバンカーヒルに突撃を敢行。これによる戦果は不明。601空戦闘詳報には13時50分に発信者不明の彗星からの通報で「我敵の空母を爆撃、クハ三ク　敵1隻火災　タナ1」と、米記録ではワスプとバンカーヒルに急降下爆撃されたが被害はないとある。対空砲火と突撃前後にF6Fの迎撃・追撃を受け彗星5機・零戦1機が未帰還（米記録では彗星4機・零戦1機の5機撃墜）となり第六次攻撃隊は壊滅した。阿部機はF6Fの1時間にも及ぶ追撃を振りきってロタ島に不時着、残る零戦1機(もしくは零戦1機と彗星1機)はグアム島に不時着した。なお15時頃、第一波もグアム基地に帰還する直前にF6Fの奇襲を受けて26機損失。
この出撃で阿部はF6Fの追撃を受けロタ島に不時着。1944年（昭和19年）9月、在ロタ島海軍部隊の指揮官を務める。陸軍守備隊の隊長は今川茂男陸軍少佐。飛び石作戦により米軍上陸とはならなかったが、毎日空爆を受けながら孤立したロタ島で自給自足の生活をおくり終戦まで籠城した。東京にはロタ島から日本本土空襲に向かうB-29の機数と方位に関する警告が終戦まで届けられた。1945年9月に守備隊が武装解除するまでの戦没者は海軍152名、陸軍84名で生存者は海軍将兵1,853名、陸軍将兵947名であった。
1945年8月15日、終戦。9月2日、停戦条約が結ばれ、阿部らロタ島の部隊も9月4日に武装解除、その後、グアム島米国海兵隊捕虜収容所に軟禁される。1946年（昭和21年）11月26日、帰国。復員。 

### 戦後
戦後、警察予備隊、保安隊を経て航空自衛隊に入隊。自衛隊茨城地方連絡部長、航空自衛隊第5術科学校副校長等を務めた。
1983年頃から戦艦アリゾナの乗員リチャード・フィスクと交流し、ハワイ追悼式典には1991年から2004年まで毎年出席をしていた。
2007年4月6日、自宅で死去。死因は心不全。享年90歳。

## 著書
- 『艦爆隊長の戦訓 勝ち抜くための条件』、光人社、2003年9月18日

## 年譜
- 1916年（大正5年）8月18日 - 山口県に生まれる。
- 1933年（昭和8年）3月 - 山口中学校卒。
- 1937年（昭和12年）
  - 3月23日 - 海軍兵学校（第64期）卒業。任海軍少尉候補生。
  - 11月5日 - 重巡洋艦「熊野」に乗組[13]。
- 1938年（昭和13年）
  - 3月10日 - 海軍少尉任官。「熊野」乗組[14]。
  - 3月28日 - 駆逐艦「卯月」乗組[15]。
  - 7月28日 - 海軍練習航空隊第31期飛行学生[16]。
- 1939年（昭和14年）
  - 3月9日 - 大村海軍航空隊付[17]。
  - 6月1日 - 海軍中尉に進級。
  - 8月10日 - 佐伯海軍航空隊付[18]。
- 1940年（昭和15年）11月1日 - 空母「蒼龍」乗組[19]（艦上爆撃機隊分隊士）。
- 1941年（昭和16年）
  - 4月1日 - 空母「赤城」乗組[20]（艦上爆撃機隊分隊士）。
  - 5月15日 - 海軍大尉に進級[21]。
  - 8月20日 - 空母「赤城」艦上爆撃機隊分隊長[22]。
  - 12月8日 - 真珠湾攻撃に参加。
- 1942年（昭和17年）
  - 1月22日 - ラバウル空襲に参加。
  - 4月5日 - セイロン沖海戦に参加。
  - 4月20日 - 佐伯海軍航空隊分隊長[23]。
  - 5月3日 - 空母「隼鷹」艦上爆撃機隊分隊長[24]。
  - 6月5日 - ダッチハーバー空襲に参加。
  - 7月25日 - 空母「飛鷹」艤装員[25]。
  - 7月31日 - 空母「飛鷹」分隊長[26]。
  - 11月15日 - 筑波海軍航空隊分隊長兼教官[27]。
- 1943年（昭和18年）
  - 5月5日 - 筑波海軍航空隊飛行隊長兼分隊長教官[28]。
  - 11月8日 - 百里原海軍航空隊飛行隊長兼分隊長教官[29]。
- 1944年（昭和19年）
  - 3月10日 - 第652海軍航空隊飛行隊長[30]。
  - 6月19日 - マリアナ沖海戦において出撃後、F6Fの追撃を受けロタ島に不時着。
  - 9月 - 在ロタ島海軍部隊の指揮官を務める。
  - 10月15日 - 海軍少佐に進級[31]。
- 1945年（昭和20年）9月4日 - 武装解除後、グアム島米国海兵隊捕虜収容所に軟禁。
- 1946年（昭和21年）11月26日 - 復員帰国。
- 1951年（昭和26年）10月1日 - 警察予備隊に入隊（警察士長）[8]。
- 1953年（昭和28年）8月16日 - 2等保安正に任命[32]。
- 1954年（昭和29年）7月1日 - 航空自衛隊発足により、転官（2等空佐）[9]。
- 1955年（昭和30年）12月29日 - 航空自衛隊第1操縦学校英語教育部長[33]。
- 1959年（昭和34年）8月1日 - 1等空佐に昇任、自衛隊茨城地方連絡部長[10]。
- 1961年（昭和36年）7月15日 - 航空自衛隊幹部候補生学校第2教育部長[34]。
- 1963年（昭和38年）
  - 3月16日 - 航空幕僚監部防衛部調査第2課長[35]。
  - 10月5日 - 兼ねて航空幕僚監部防衛部調査第1課長[36]。
- 1964年（昭和39年）
  - 1月10日 - 調査第2課長の兼職を解除[37]。
  - 6月1日 - 保安管制気象団副司令[38]。
- 1965年（昭和40年）11月16日 - 航空自衛隊第5術科学校副校長[11]。
- 1966年（昭和41年）7月16日 - 航空自衛隊補給統制処付[39]。
- 1967年（昭和42年）3月31日 - 退官[40]。
- 1986年（昭和61年）11月3日 - 勲四等瑞宝章受章[41]。
- 2007年（平成19年）4月6日 - 心不全で病没。